# Forêt équienne

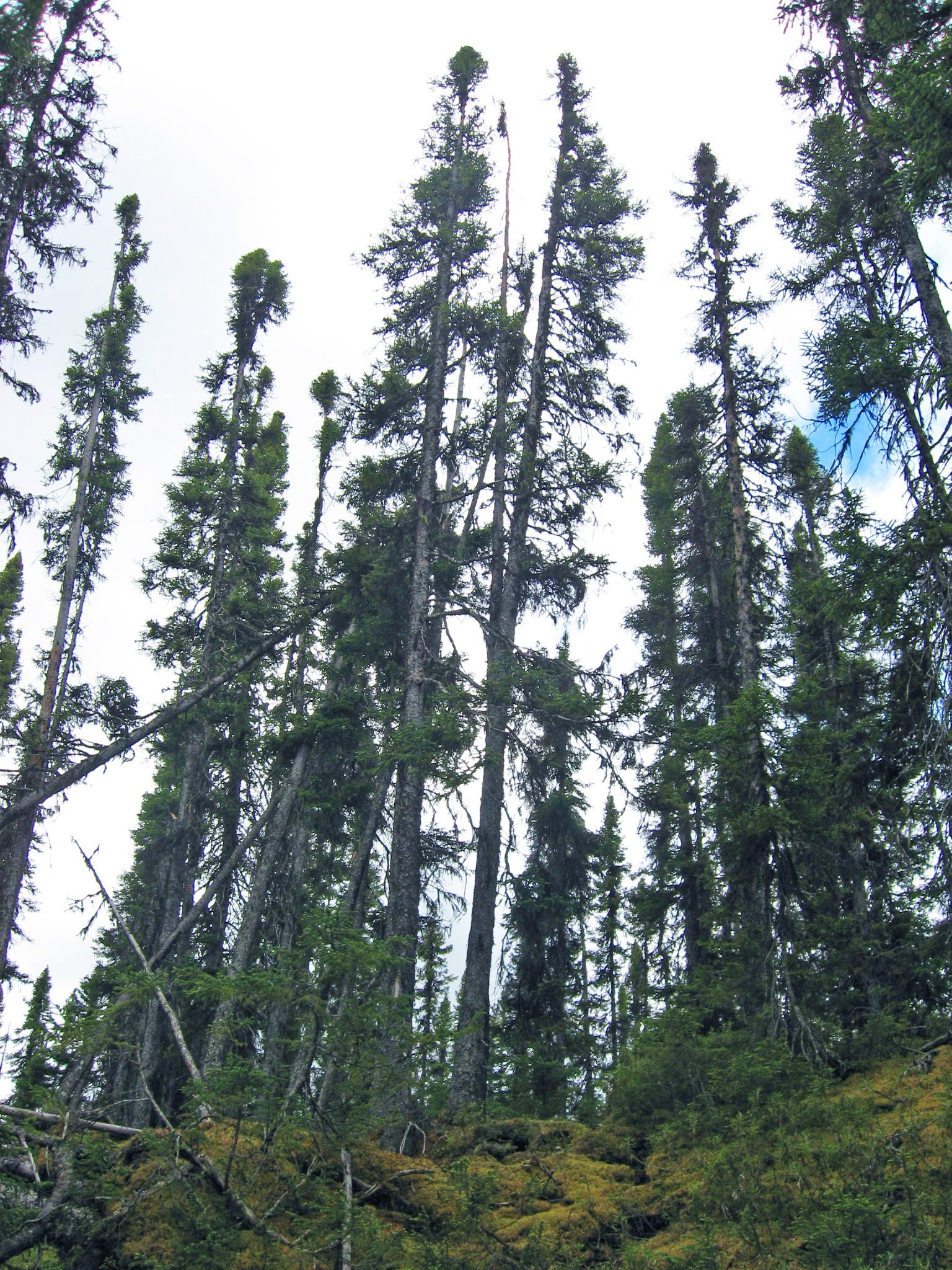
Vieille forêt boréale de l'île René-Levasseur.

Une forêt équienne est une forêt où le peuplement est composé d'arbres ayant le même âge. 
Ces forêts sont le plus souvent monospécifiques, c'est-à-dire composées d'une espèce très dominante, et résultent en général de plantations. Une telle approche, comme toute monoculture, semble favoriser le développement d'insectes ravageurs (comme par exemple les Scolytinae).
La forêt équienne peut être le résultat d'une exploitation forestière par l'homme, mais elle est aussi fréquente à l'état naturelle, et permet souvent de dater un incendie ou une autre perturbation après laquelle elle s'est installée.
À l'opposé, une forêt inéquienne est une forêt comprenant plusieurs classes d'âges et grandeurs.